# Vampyrodes caraccioli
Vampyrodes caraccioli — вид родини листконосові (Phyllostomidae), ссавець ряду лиликоподібні (Vespertilioniformes, seu Chiroptera).

## Середовище проживання
Країни поширення: Беліз, Болівія, Бразилія, Колумбія, Коста-Рика, Еквадор, Французька Гвіана, Гватемала, Гаяна, Гондурас, Мексика (Оахака), Нікарагуа, Панама, Перу, Суринам, Тринідад і Тобаго, Венесуела. Зустрічається в основному на висотах 300—1000 м над рівнем моря. Значною мірою пов'язаний з тропічними вічнозеленими лісами, також можна знайти на плантаціях і в садах.

## Екологія
Спочивають невеликих групами від 1 до 4 дорослих з молодими під листям дерев (від 7 до 12 м над землею). Цей вид зазвичай літає на 3 м або більше над поверхнею землі. Найбільша активність припадає на 30 хвилин після заходу сонця, від 1 до 2 годин, і знов незабаром після півночі. Інжир є основним джерелом харчування, інші фрукти і пилок або нектар також можуть бути прийняті. Самиці можуть розмножуватися двічі на рік, в січні і липні в Панамі

## Морфологічні та генетичні особливості
Голова й тіло довжиною 65—77 мм, передпліччя довжиною 45—57 мм, хвіст відсутній. Забарвлення сірувато-коричневе зверху й знизу або корицево-коричневе зверху й сірувато-коричневе знизу. Зубна формула: 2/2, 1/1, 2/2, 2/3 •2 = 30. Каріотип, 2n=30, FN=56.